# Föllinge distrikt
Föllinge distrikt är ett distrikt i Krokoms kommun och Jämtlands län. Distriktet ligger omkring Föllinge i norra Jämtland.

## Tidigare administrativ tillhörighet
Distriktet inrättades 2016 och utgörs av Föllinge socken i Krokoms kommun.
Området motsvarar den omfattning Föllinge församling hade 1999/2000.

## Tätorter och småorter
I Föllinge distrikt finns en tätort men inga småorter.

### Tätorter
- Föllinge